# Ogașu Podului
Ogașu Podului románul: Ogașu Podului, falu Romániában, a Bánságban, Krassó-Szörény megyében.

## Fekvése
Szikesfalu (Sicheviţa) közelében fekvő település.

## Története
Ogaşu Podului korábban  része volt. 1956-ban vált külön településsé 71 lakossal.
1966-ban 38 lakosából 37 román volt. 1977-ben 24, az 1992-es népszámláláskor pedig 4 román lakosa volt.